# Una esperanza más poderosa que el mar
Una esperanza más poderosa que el mar (A Hope More Powerful than the Sea) es un libro de Melissa Fleming sobre las experiencias de la refugiada siria Doaa Al Zamel antes y durante el naufragio de migrantes en Malta en 2014.

## Autoría
El relato fue escrito por Melissa Fleming, la portavoz principal del Alto Comisionado de las Naciones Unidas para los Refugiados. y publicado por Little, Brown and Company en 2017.

## Sinopsis
El libro comienza con la infancia de Doaa Al Zamel, que creció en Daraa, Siria. Al Zamel vive una infancia feliz en la casa de una familia numerosa, hasta que estalla la guerra civil siria. Su familia huye a Egipto donde se compromete con Bassam. En Egipto, Bassam y Al Zamel pagan a traficantes de personas para que los trasladen a Europa y abordan un barco con otros 500 refugiados. El barco vuelca en el mar Mediterráneo, y todos menos once de los pasajeros se ahogan. Bassam no sobrevive y Al Zamel es uno de los once supervivientes.

## Recepción de la crítica
Jenny Sawyer, en The Christian Science Monitor, valoró la capacidad de Fleming para contar la historia personal y enmarcarla en la crisis de refugiados más amplia, pero señala que falta la voz de Al Zamel, ya que la historia solo es contada por la narradora externa.
Hannah Solel, crítica que escribe en el Financial Times, calificó el libro como apasionante y conmovedor.

## Adaptación a la pantalla
Steven Spielberg compró los derechos del libro, pero la producción se detuvo porque los productores recibieron críticas de los medios en 2018 por encargar a la escritora y actriz estadounidense blanca Lena Dunham que escribiera el guion, acusándolos de blanqueamiento cinematográfico.